# 软埋
《软埋》是中国作家方方在2016年发表的一部长篇小说，由人民文学出版社出版。小说讲述了一位经历了土改的女性的故事。

## 内容梗概
根据方方在小说后记中的说法，《软埋》的故事来自作者一位朋友的母亲的经历。朋友的母亲在土改时从四川逃出后，即患上了老年痴呆症，依然清晰地说：我不要软埋。“人死之后没有棺材护身，肉体直接葬于泥土，这是一种软埋；而一个活着的人，以决绝的心态屏蔽过去，封存来处，放弃往事，拒绝记忆，无论是下意识，还是有意识，都是被时间在软埋。一旦软埋，或许就是生生世世，永无人知。”
在小说中，一位老妇人丁子桃突然痴呆后，她的儿子吴青林才知道了父母的身世。父亲吴家名原是山西一个地主家的少爷，全家在1948年的土改中被杀后，隐姓埋名成为医生。母亲则在土改时，经历了娘家人被杀，婆家全家集体自杀且被“软埋”（不用棺材直接埋到土里）。尔后，母亲在逃生中遇到了吴家名，但失去了以前的记忆。儿子吴青林知道了这些事情后，母亲丁子桃就去世了。

## 争议
2017年4月，《软埋》获得中国民间举办的第三届路遥文学奖的大奖，认为这部土改题材的小说“让批判性与文学性达到了很高程度的融合。”中国一些左派人士认为这部小说在为地主阶级翻案，否定中共的土地改革政策，甚至举办了一场针对小说的批判会。而作者方方则表示小说并没有反对土改的议论和倾向，土改只是小说中的故事背景，小说关注的是在故事背景中受到冲击而改变命运的人。
2017年5月，人民文学出版社停印，下架本书。

## 重新上市
2019年3月，法文版由l'Asiathèque出版。2019年5月，民國歷史文化學社以繁體中文版在台灣上市。2021年4月，德文版由漢堡的Hoffmann und Campe出版社出版。